# Khalid al-Temawi
Khalid al-Temawi, né le 19 avril 1969, est un footballeur international saoudien, évoluant au poste de milieu de terrain.

## Carrière
Al Temawi apparait dans l'équipe de l'Al-Hilal en 1989. Dès sa première saison, il remporte son premier trophée, à savoir le titre de champion d'Arabie saoudite en 1990. Peu à peu, il s'impose dans l'effectif de cette équipe et honore sa première sélection en sélection nationale en 1993.
Cependant, Al Temawi n'est pas sélectionné pour la Coupe du monde 1994 ainsi que la Coupe des confédérations 1995. Il doit attendre encore un an pour participer à sa première compétition internationale. Retenu par Nelo Vingada, il participe à la Coupe d'Asie des nations 1996 et inscrit le premier but saoudien dans cette compétition, contre la Thaïlande. Il inscrit un doublé lors de cette rencontre. L'Arabie Saoudite remporte le titre de champion d'Asie.
En 1997, il est conservé au sein de cette équipe nationale pour la Coupe des confédérations 1997 mais doit se contenter d'un poste de remplaçant, entrant au cours des trois matchs de cette compétition. La sélection saoudienne est éliminée dès le premier tour. Al-Temawi n'est finalement pas sélectionné pour la Coupe du monde 1998. Cet échec sonne le glas de sa carrière internationale. Malgré un retour timide en 1999, sa carrière sous le maillot saoudien s'achève.
Il reste encore deux saisons avec l'Al-Hilal et termine sa carrière notamment par une victoire en Coupe d'Asie des clubs champions 1999-2000.

## Palmarès
- Vainqueur de la Coupe d'Asie des nations 1996
- Vainqueur de la Coupe d'Asie des clubs champions en 1992 et 2000
- Vainqueur de la Coupe d'Asie des vainqueurs de coupe en 1997 et 2002
- Vainqueur de la Supercoupe d'Asie en 1997 et 2000
- Vainqueur de la Coupe du golfe des clubs champions en 1998
- Champion d'Arabie saoudite en 1990, 1996 et 1998
- Vainqueur de la Coupe d'Arabie saoudite en 1995 et 2000
- Vainqueur de la Coupe de la Fédération saoudienne en 1990, 1993, 1996 et 2000
- Vainqueur de la Saudi Founder's Cup en 2000
- Vainqueur de la Coupe des clubs champions arabes en 1994 et 1995
- Vainqueur de la Coupe arabe des vainqueurs de coupe en 2000
- Vainqueur de la Supercoupe arabe en 2001
- Vainqueur de la Supercoupe saoudo-égyptienne en 2001